# Maxim Agapitov
Maxim Agapitov –en ruso, Максим Агапитов– (13 de mayo de 1970) es un deportista ruso que compitió en halterofilia. Ganó una medalla de oro en el Campeonato Mundial de Halterofilia de 1997, en la categoría de 91 kg

## Palmarés internacional
| Campeonato Mundial | Campeonato Mundial     | Campeonato Mundial | Campeonato Mundial |
| Año                | Lugar                  | Medalla            | Categoría          |
| ------------------ | ---------------------- | ------------------ | ------------------ |
| 1997               | Chiang Mai (Tailandia) | Medalla de oro     | 91 kg              |